# Der Führerschein (Film)
Der Führerschein ist ein deutscher Fernsehfilm aus dem Jahr 1978.

## Handlung
Die 41-jährige Lotti Riehl zieht mit ihrem Mann Heinz und den zwei Kindern, der 16-jährigen Sabine und dem 11-jährigen Berti, von Frankfurt in ein neu gebautes Haus auf dem Land. Während Heinz jeden Tag mit dem Auto in die Stadt zur Arbeit fährt, sitzt Lotti im Haus fest und muss Einkäufe mühsam mit dem Fahrrad erledigen – das ihr dann auch noch am Bahnhof gestohlen wird. Als sie von einer Tante 1000 Mark geschenkt bekommt, beschließt sie, den Führerschein zu machen. Heinz ist strikt dagegen, da er das als unnötige Ausgabe ansieht und das Geld lieber ins Haus investieren will. Lotti richtet sich sonst immer nach ihrem Mann, doch jetzt bleibt sie standhaft und meldet sich bei der Fahrschule an. Der Fahrlehrer Ilgner macht Lotti mit seinem rauen Tonfall und seinen herablassenden Bemerkungen so nervös, dass sie kaum Fortschritte macht. Währenddessen fühlt sich Heinz bei der Arbeit immer unwohler: Er ist Möbelverkäufer und legt Wert auf solide Qualität, während der neue Juniorchef Billigware verkaufen will.
Lotti beneidet insgeheim ihre Freundin Inge, die geschieden ist und, alleinstehend und berufstätig, immer noch in der Stadt lebt. Sie beschließt, auch wieder zu arbeiten und sich eine Halbtagsstelle in ihrem erlernten Beruf als Arzthelferin zu suchen. Wieder ist Heinz dagegen, da er stolz ist, seine Familie allein ernähren zu können. Doch Lotti gibt eine Anzeige auf und findet bald darauf eine Stelle in einer Arztpraxis, erzählt Heinz aber zunächst nichts davon. Inzwischen erkennt Fahrlehrer Ilgner, dass Lotti auch aufgrund der Konflikte in ihrer Beziehung beim Fahren so nervös ist, und versucht ihr Selbstbewusstsein aufzubauen.
In einem Streit über die teuren Fahrstunden verplappert sich Heinz und erzählt, dass er noch 3000 Mark auf einem Bankkonto hat, während Lotti wegen jeder Ausgabe ein schlechtes Gewissen hat. Sie fühlt sich betrogen und fährt spontan zu Inge, bei der sie übernachtet und darüber nachdenkt, Heinz zu verlassen. Inge rät ihr davon ab, da sie nicht der Typ für eine Scheidung sei. Sie kehrt am nächsten Tag zurück, und am übernächsten ist die Führerscheinprüfung: Lotti wird wieder nervös und fällt durch. Beim Abendbrot ist die Stimmung angespannt, und plötzlich fängt Berti an zu weinen: Er macht seinem Vater Vorwürfe, die Mutter bei ihren Plänen nicht unterstützt zu haben, und befürchtet eine Scheidung der Eltern. Heinz weiß nun, dass er Fehler gemacht hat, und übt mit Lotti fahren. Auch mit Lottis Arbeitsstelle hat er sich inzwischen angefreundet. Er überlegt, in einen anderen Möbelladen zu wechseln, wo er vielleicht weniger verdienen, aber mit seiner Arbeit zufriedener sein würde.
Die zweite Prüfung besteht Lotti und kann endlich ihre Familie ausfahren. Die Kinder sind stolz, nur Heinz muss sich an das neue Selbstbewusstsein seiner Frau noch etwas gewöhnen und sich seine Ratschläge verkneifen.

## Produktion
Der Führerschein ist eine Produktion des Hessischen Rundfunks und wurde am 6. September 1978 im Ersten Programm ausgestrahlt. 2014 erschien er bei Pidax Film auf DVD.
1980 erschien mit Der Urlaub eine Fortsetzung.

## Rezeption
„[W]er es nicht ganz ernst nimmt, der wird seinen Spaß daran haben. Denn Der Führerschein ist eher eine Komödie als ein Drama. Ganz in Drombusch-Manier spielt Witta Pohl die vom Mauerblümchen zur resoluten Ehefrau gewandelte Mutter.“